# Thamnotettix discoidalis
Thamnotettix discoidalis är en insektsart som beskrevs av Lethierry 1885. Thamnotettix discoidalis ingår i släktet Thamnotettix och familjen dvärgstritar. Inga underarter finns listade i Catalogue of Life.